# Мокроусова, Лада Михайловна
Лада Михайловна Мокроусова (род. 16 мая 1976, Саратов, Саратовская область, РСФСР, СССР) — российский муниципальный деятель. Глава муниципального образования «Город Саратов» с 11 ноября 2022 по 8 октября 2024 (и. о. 24 августа — 11 ноября 2022).

## Биография
Родилась 16 мая 1976 года в городе Саратов.

### Образование
В 2003 году окончила Поволжскую академию государственной службы имени П. А. Столыпина по специальности «менеджмент», является менеджером-экономистом.

### Трудовая деятельность
С 1993 по 2002 год — бухгалтер, заместитель главного бухгалтера централизованной бухгалтерии при комитете по образованию администрации города Саратова.
В 2002 году несколько месяцев трудилась в должности специалиста 1 категории отдела финансирования расходов ФБ отделения Федерального казначейства по городу Саратову.
С 2002 по 2005 год — главный бухгалтер централизованной бухгалтерии отдела образования администрации Волжского района.
С 2005 по 2010 год — директор муниципального учреждения «Централизованная бухгалтерия учреждений Волжского района города Саратова».
С сентября 2010 по апрель 2015 года — директор муниципального учреждения «Централизованная бухгалтерия учреждений образования Ленинского района города Саратова».
В 2015 году несколько месяцев трудилась в должности руководителя аппарата администрации Ленинского района города Саратова.
С декабря 2015 по декабрь 2017 года — заместитель главы администрации Волжского района города Саратова по экономике.
С 27 декабря 2017 по 24 августа 2022 года — глава администрации Ленинского района города Саратова.
Член политической партии «Единая Россия».

### Глава Саратова
23 августа 2022 года, в связи с участием в избирательной кампании по выборам депутатов Саратовской областной думы, Михаил Исаев добровольно сложил с себя полномочия главы города. В этот же день исполнение обязанностей главы муниципального образования было возложено на Мокроусову (с 24 августа 2022). 11 ноября 2022 года на заседании Саратовской городской думы была избрана мэром. 4 октября 2024 ушла в отставку по собственному желанию, которое было утверждено Саратовской городской думой 8 октября 2024.

## Семья
Замужем. Есть сын 2007 года рождения.